# 美波 (女優)
美波（みなみ、1986年9月22日 - ）は、日本の女優、ファッションモデル。
本名の姓はバージュで、当初はバージュ美波として活動。海外メディアではMinami Bages（）、Minami Hinaseとも。既婚。東京都出身。元ホリプロ所属。現在はロサンゼルス、パリと日本を行き来しながら役者として活動中。日本でのマネジメントはスールキートス。

## 略歴・人物
父はフランス人で母は日本人。
幼い頃に父親とフランス映画を観て映画に出たい！と思ったことを機に劇団入りし、道徳番組やエキストラを経てホリプロに所属。
2000年8月、『稲川淳二の呪界』（桑原昌英監督）にて映画デビュー。主人公、中郷達彦（仁科克基）のヒロイン緒川由紀（松井友香）の妹・和美役を好演した。
2000年12月、『バトル・ロワイアル』（深作欣二監督）にも本格出演。川田章吾（山本太郎）の恋人役を演じた。
2002年には同じく深作監督が製作に関わったゲーム『クロックタワー3』の主人公であるアリッサ・ハミルトンのモデルとなった。同年、映画『惨劇館 夢子』（久保山努監督）で初主演を務める。
2003年には資生堂「マジョリカ・マジョルカ」のCMモデルに抜擢。これ以降モデル・舞台・映画と多面的に活動する一方で自主製作映画『eN』（2004年）では監督を務め、かねてから「一度だけ監督もやってみたい」と発言していた
願望をかなえた。このほかファッション雑誌『mina』にてモデルと編集者を兼務、写真雑誌『PHaT PHOTO』にてコラム「連彩」を執筆するなどの活動を行う。
2007年夏には蜷川幸雄演出の舞台『エレンディラ』（ガブリエル・ガルシア＝マルケス原作）のヒロイン、娼婦・エレンディラ役を演じた。この舞台では共演者である中川晃教とのラブシーンや、晒し者として街中を引き回されるシーンなど、初めてのヌードシーンにも挑戦。それについては公演前の会見で「私も女優として一度は作品で脱ぎたいと思っていた」（6月4日、大阪）、「娼婦の役をやるのだから脱ぎます。抵抗はないです。」（7月9日、東京・テレビ朝日）と発言している。また会見では、ラブシーンについて、中川と二人きりで「自主練」を行い、リアリティの向上に努めたという発言も飛び出した。
2007年秋には出演映画『逃亡くそたわけ』（本橋圭太監督）、『ROBO☆ROCK』（須賀大観監督）が相次いで公開される。
『有閑倶楽部』（日本テレビ）の剣菱悠理役で、“TV LIFE 第17回年間ドラマ大賞2007”の新人賞を受賞。
ローティーン向けファッション雑誌『ラブベリー』のモデルとしても活動していた。
2010年秋公開の出演映画『乱暴と待機』では、妙な行動を繰り返す女・奈々瀬役を演じる。強烈な物語の世界観に関しては、「ジップロックの中に入った気持ちになりました。」と語っている。
2014年、文化庁の新進芸術家海外研修制度のメンバーに選出され、10月より1年間パリへ留学する。
2016年、映画のトークショーイベントに出演の際、フランスの芸能事務所に所属していることが明らかとなる。2020年2月よりスールキートスが日本での活動のマネジメント業務を担当する。
2020年、ジョニー・デップ主演の映画『MINAMATA-ミナマタ-』にメインキャストとして出演。

## 出演

### 映画
- 稲川淳二の呪界（2000年8月） - 妹・和美 役
- バトル・ロワイアル（2000年12月） - 川田の恋人（慶子） 役
- 惨劇館 夢子（2002年2月） - 主演・夢子 役
- 羊のうた（2002年3月） - 八重樫葉 役
- マナに抱かれて（2003年6月） - エミー 役
- 問題のない私たち（2004年2月） - 潮崎マリア 役
- 富江 REVENGE（2005年4月） - 冬木雪子 役
- ユモレスク〜逆さまの蝶〜（2006年11月） - 主演（W主演）・ソニー 役
- さくらん（2007年2月） - 若菊 役
- 逃亡くそたわけ（2007年10月） - 主演・花ちゃん 役
- ROBO☆ROCK（2007年11月） - キリコ 役
- デトロイト・メタル・シティ（2008年8月） - ニナ（金玉ガールズ） 役
- 乱暴と待機（2010年秋） - 奈々瀬 役
- バルーンリレー（2012年） - 田部恵美 役
- アフロ田中（2012年2月） - 吉岡幸子 役
- ミロクローゼ（2012年） - ナレーション
- 謝罪の王様（2013年9月） - 南ナミ 役
- 大人ドロップ（2014年4月4日）
- 娚の一生（2015年2月14日） - 女性秘書 役
- ホコリと幻想（2015年） - 美樹
- Vision（2018年） - 花 役[22]
- ばるぼら（2020年11月20日） - 里見志賀子 役
- MINAMATA-ミナマタ-（2021年9月23日） - アイリーン 役[23][24]
- 岸辺露伴 ルーヴルへ行く（2023年5月26日） - エマ・野口 役[25]
- おまえの罪を自白しろ（2023年10月20日） - 神谷美咲 役[26]
- 風よ あらしよ 劇場版（2024年2月9日） - 神近市子 役[27]
- こころのふた〜雪ふるまちで〜（2024年6月14日） - 藤巻司 役[28]

### テレビドラマ
- 虹色定期便（1998年4月8日 - 1999年3月3日、NHK教育） - カトリーヌ 役（バージュ美波）[4]
- 天国への応援歌 チアーズ〜チアリーディングにかけた青春〜（2004年、日本テレビ） - 田村美穂 役
- 月曜ゴールデン「捜し屋★諸星光介が走る!①」（2004年、TBS） - 諸星直子 役
- 怪奇大作戦 セカンドファイル（2007年、NHK BShi） - 小川さおり 役
- 有閑倶楽部（2007年、日本テレビ） - 剣菱悠理 役
- ロス:タイム:ライフ 第五節「幼なじみ編」（2008年3月1日、フジテレビ） - 吉田由香里 役
- 僕の島/彼女のサンゴ（2008年6月6日、NHK総合） - 主演・井上詩織 役
- 花ざかりの君たちへ〜イケメン♂パラダイス〜 卒業式&7 1/2話スペシャル（2008年10月12日、フジテレビ） - ジュリア・マックスウェル 役
- OLにっぽん（2008年、日本テレビ） - 矢部桜 役
- ザ・クイズショウ 第2話（2009年、日本テレビ） - ミカ 役（ゲスト出演）
- TRICK新作スペシャル2（2010年5月15日、テレビ朝日） - 佐々木菊枝 役
- 下流の宴（2011年、NHK総合） - 宮城珠緒 役
- 人間昆虫記（2011年、WOWOW） - 主演・十村十枝子 役
- マメシバ一郎（2011年） - 北条由紀 役
- 運命の人 最終話（2012年3月18日、TBS） - 謝花ミチ 役
- トッカン 特別国税徴収官（2012年、日本テレビ） - 相沢芽夢 役
- 最上のプロポーズ（2012年、BeeTV） - 大場真白 役
- パンとスープとネコ日和（2013年7月21日 - 8月11日、WOWOW） - ユキ 役
- ドラマスペシャル「いねむり先生」（2013年9月15日、テレビ朝日） - フミコ 役
- リーガルハイ(第2期) 第3話（2013年10月23日、フジテレビ） - 熊井ほのか 役
- 金田一少年の事件簿N(neo) 第5話（2014年8月16日、日本テレビ） - 南麗子 役
- 赤と黒のゲキジョー「おばさん弁護士 町田珠子」（2015年1月30日、フジテレビ） - 町田春香 役
- インディゴの恋人（2016年1月、NHK BSプレミアム） - 野中みゆき 役
- 特集ドラマ「風よ あらしよ」（2022年3月31日、NHK BS8K / 2022年9月4日 - 18日、NHK BSプレミアム・BS4K） -  神近市子 役
- 星新一の不思議な不思議な短編ドラマ「ずれ」（2022年7月12日、NHK BSプレミアム・BS4K）[29]
- 階段下のゴッホ（2022年9月21日 - 11月9日、TBS） - 綿貫明世 役[30]
- グレースの履歴（2023年3月19日 - 5月7日、NHK BS4K・BSプレミアム） - 柏木理津子 役[31]
- 仮想儀礼（2023年12月3日 - 2024年2月11日、NHK BS・BSプレミアム4K） - 如月秋瞑 役[32]
- モンスター 第1話（2024年10月14日、関西テレビ・フジテレビ） - 梅本ますみ 役[33]

### 配信ドラマ
- First Love 初恋（2022年11月24日配信開始、Netflix） - 並木優雨 役[34]

### テレビ番組
- 艶メキッ（2007年4月27日 - 2008年3月28日、日本テレビ）
- 美波21歳、神戸着。〜女優の嘘、ホントの私〜（2008年3月31日、関西テレビ）
- アースフロンティア 未来を救う地球教室!（2008年4月21日、TBS） - リポーター
- スタジオパークからこんにちは（2008年6月3日、NHK総合）
- 世界ウルルン滞在記2008（2007年5月20日・2008年8月31日、TBS）
- アシタスイッチ（2012年10月7日 - 2013年3月31日、TBS） - MC
- ノンフィクションW 蜷川幸雄〜それでも演劇は希望を探す（2013年3月8日、WOWOW） - ナレーション
- 世界・ふしぎ発見! （2020年11月28日、TBS）- ミステリーハンター[35][注 3]
- 魂のタキ火 （2020年12月1日、NHK BSプレミアム）[39]

### ラジオ番組
- スカパー! 日曜シネマテーク（2013年、TOKYO FM/JFN） - パーソナリティ
- ディア・フレンズ（2021年9月22日・TOKYO FM/JFN38局） - ゲスト

### 舞台
- TOON BULLETS! ネバーランド☆A GO! GO!2（2005年）
  - 3月26日 - 4月3日、シアターVアカサカ
- 贋作・罪と罰（2005年 - 2006年、NODA・MAP 作・演出：野田秀樹） - 智 役
  - 12月6日 - 1月29日、シアターコクーン
  - 2月6日 - 2月18日、シアターBRAVA!
- 転世薫風〜テンセイクンプー （2006年、演出：きだつよし） - おとき 役
  - 12月2日 - 12月20日、青山劇場
  - 12月24日 - 12月28日、大阪厚生年金会館 芸術ホール
- エレンディラ（2007年、演出：蜷川幸雄） - 主演・エレンディラ 役[12]
  - 8月9日 - 9月2日、彩の国さいたま芸術劇場
  - 9月7日 - 9月9日、愛知厚生年金会館
  - 9月14日 - 9月17日、シアターBRAVA!
- かもめ（2008年、演出：栗山民也） - ニーナ 役
  - 6月20日 - 7月12日、赤坂ACTシアター
- 帰ってきた浅草パラダイス－久世光彦四回忌追悼 （2009年、演出：ラサール石井）
  - 2月1日 - 2月25日、新橋演舞場
- コースト・オブ・ユートピア ユートピアの岸へ（2009年、演出：蜷川幸雄） - タチアーナ・バクーニン / タータ・アレクサンダー 役
  - シアターコクーン（東京都）
- ザ・キャラクター（2010年、NODA・MAP　作・演出：野田秀樹） - ダフネー 役
  - 6月20日 - 8月8日、東京芸術劇場
- ハーパー・リーガン（2010年、演出：長塚圭史）
  - 9月4日 - 9月26日、パルコ劇場
- ザ・シェイプ・オブ・シングス（2011年、演出：三浦大輔） - イブリン 役
  - 青山円形劇場 / 地方公演（水戸、新潟、大阪、広島、大分、福岡）
- サド侯爵夫人（2012年、演出：野村萬斎） - アンヌ 役
  - 世田谷パブリックシアター / 梅田芸術劇場 / シアター・ドラマシティ
- リリオム（2012年、演出：松居大悟） - ユリ 役
  - 青山円形劇場
- 遭難、（2012年、作・演出：本谷有希子） - 江國 役
  - 東京芸術劇場シアターイースト / 地方公演（長野、大阪、北九州）
- 遠い夏のゴッホ（2013年、演出：西田シャトナー） - ベアトリーチェ 役
  - 2月3日 - 24日、赤坂ACTシアター
  - 3月7日 - 10日、新歌舞伎座
- その後のふたり（2013年、演出：辻仁成） ｰ 七海 役
  - 4月11日、天王洲 銀河劇場
- MARS RED（2013年、作・演出：藤沢文翁）
  - 6月22日 - 23日、舞浜アンフィシアター
- iSAMU（2013年、演出：宮本亜門） - 山口淑子 役
  - 神奈川芸術劇場 / パルコ劇場 / サンポートホール高松
- Constellation Projection Mapping+ Performance Vol.3（2013年、作・演出：奥秀太郎）
  - 原美術館
- アルトナの幽閉者（2014年、演出：上村聡史） - ヨハンナ 役
  - 新国立劇場 小劇場
- lost memory theater（2014年、構成・演出：白井晃） - 女 役
  - 神奈川芸術劇場
- ZERO ZONE（2015年、作・演出：石橋義正）[40] - 女 役
  - 京都芸術センター
- ESORA（2016年、作・演出：浅沼晋太郎） - ソフィア 役[41]
  - 全労済ホール スペース・ゼロ
- 悪人（2018年3月29日 - 4月8日／4月15日） ‐ 光代 役
  - 三軒茶屋シアタートラム／兵庫県立芸術文化センター 阪急中ホール

### CM
- J-フォン・ボーダフォン（現：ソフトバンク）、J-SH53 「メガピクセルケータイ誕生」編
- モスバーガー、バーベキューフォカッチャ
- 資生堂、マジョリカマジョルカ（2003年〜2010年）
- ロッテ
  - ピオーネ（2004年）
  - カスタードケーキ（2005年）
- 永谷園
  - 梅ぼし飲みたい（2005年）
  - 食べたい!スープ（2005年）
  - Deli Vege（2005年）
- 京都むらさきの 振袖キャラクター（2005年~）
- パナソニック モバイルコミュニケーションズ、VIERAケータイ ドコモP-02A 「スライドしよう」編（2009年）

### PV
- 金玉ガールズ（デトロイト・メタル・シティ）「デタラメ・マザコン・チェリーボーイ -for the movie-」（2008年）
- EXILE「The Birthday〜Ti Amo〜」Ti Amo（Chapter1・Chapter2、2008年）

### イメージキャラクター
- ルミネクリスマス2008
- パナソニック モバイルコミュニケーションズ、VIERAケータイ ドコモP-08A（2009年）
- パナソニック モバイルコミュニケーションズ、VIERAケータイ ドコモP-10A（2009年）

### 写真集
- GIRLS（2005年7月、撮影:蜷川実花、INFASパブリケーションズ）ISBN 978-4900785298
- 流行通信別冊 シャッター&ラブ―10人の女性写真家たち（2006年9月、INFASパブリケーションズ）ISBN 978-4900785458
- girls' holiday!（2007年5月、撮影:蜷川実花、インデックス・コミュニケーションズ）ISBN 978-4757304499
- NINAGAWA WOMAN（2008年10月28日、撮影:蜷川実花、講談社）ISBN 978-4062150118

### 雑誌連載
- mina - 美波編集長の「mimi flash」（2005年4月5日 - 2005年9月20日）
- PHaT PHOTO - 「連彩」

## 演出

### 映画
- eN（2004年）
- Rhinocéros（2015年）